# ماریا کوریتسوا
 ماریا کوریتسوا (اوکراینی: Марія Коритцева؛ زادهٔ ۲۵ مهٔ ۱۹۸۵) یک تنیس‌باز اهل اوکراین است. 